# Tūmānak
Tūmānak (persiska: تومانک) är en ort i Iran.   Den ligger i provinsen Chahar Mahal och Bakhtiari, i den centrala delen av landet, 400 km söder om huvudstaden Teheran. Tūmānak ligger 2 284 meter över havet och antalet invånare är 693.
Terrängen runt Tūmānak är huvudsakligen kuperad, men åt sydost är den platt. Runt Tūmānak är det ganska tätbefolkat, med 160 invånare per kvadratkilometer. Närmaste större samhälle är Ben, 8,0 km nordost om Tūmānak. Trakten runt Tūmānak består i huvudsak av gräsmarker.